# Laukagaliai

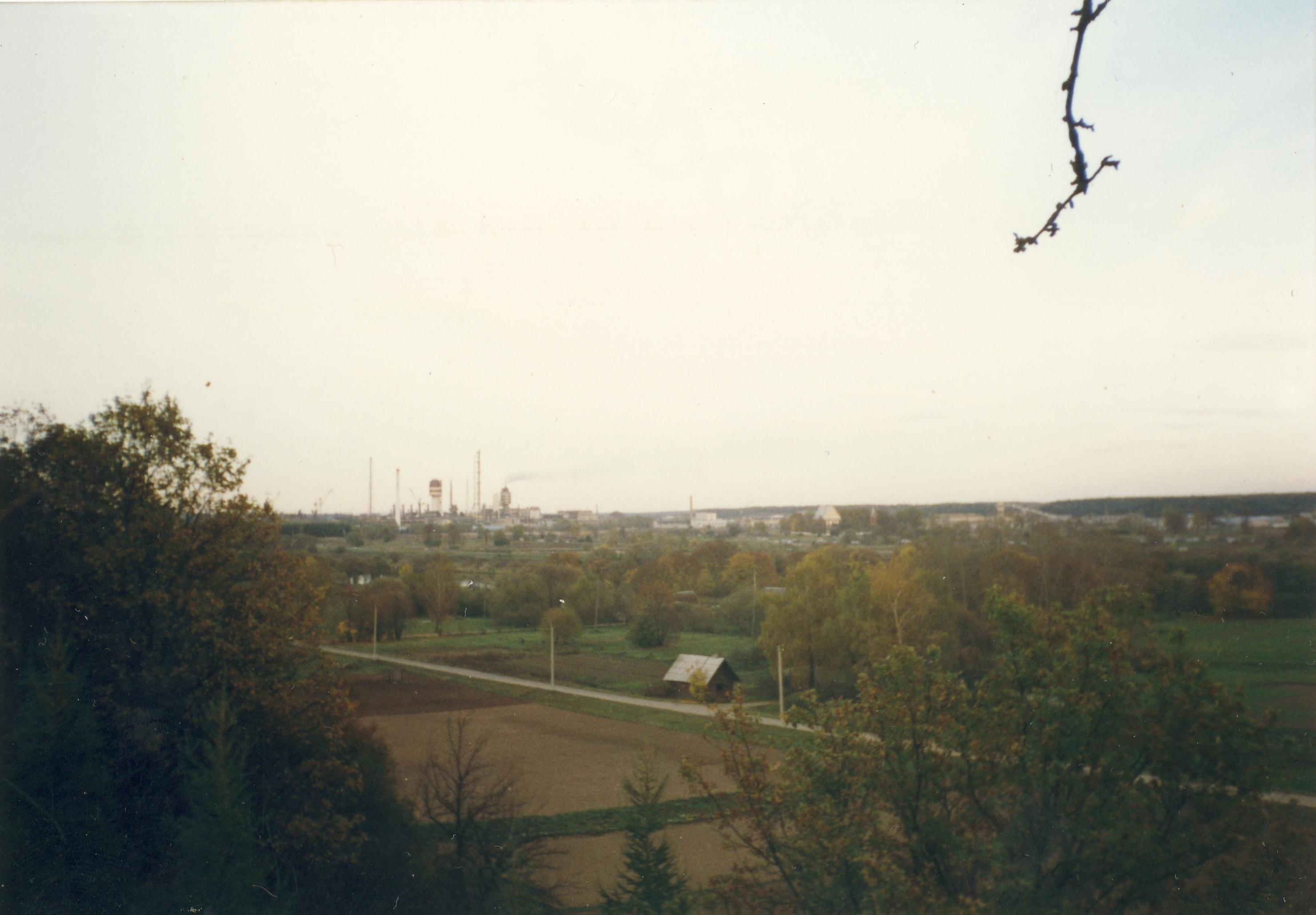
Dorf (Blick Richtung AB Achema)

Laukagaliai (von litauisch laukas (dt. 'Feld') + galas ('Ende')) ist ein Dorf im Norden von Jonava (Bezirk Kaunas) am rechten Ufer der Neris in Litauen. Es gehört dem Amtsbezirk Šilai der Rajongemeinde Jonava an und grenzt an die Siedlung des Forstamts Jonava (Amtsbezirk Jonava). Aus dem südwestlichen Teil des Dorfes entstand der Jonavaer Stadtteil Laukagaliai. Im Dorf befindet sich die Wallburg Laukagaliai, welche 1998 zum Kulturdenkmal erklärt wurde. Am anderen Ufer der Neris befindet sich die katholische Kirche St. Anna Skaruliai.